# Монтассар Талбі
Монтассар Талбі (фр. Montassar Talbi, араб. منتصر الطالبي; нар. 26 травня 1998, Париж) — туніський футболіст, захисник клубу «Лор'ян».
Виступав, зокрема, за клуб «Есперанс», а також олімпійську збірну Тунісу.

## Клубна кар'єра
Народився 26 травня 1998 року в місті Париж. Вихованець юнацьких команд футбольних клубів «Париж», «Лес Лілас» та «Есперанс».
У дорослому футболі дебютував 2017 року виступами за команду «Есперанс», у якій провів один сезон, взявши участь у 20 матчах чемпіонату.
До складу клубу «Чайкур Різеспор» приєднався 2018 року. Станом на 4 листопада 2020 року відіграв за команду з Різе 27 матчів у національному чемпіонаті.
Виступав також за «Беневенто» (Італія), від 2021-го грає у казанському «Рубіні».

## Виступи за збірну
У 2018 році залучався до складу молодіжної збірної Тунісу. На молодіжному рівні зіграв в одному офіційному матчі.
| Дата       | Місто           | Господарі  | Результат  | Гості                | Турнір                                     | Голи | Примітки |
| ---------- | --------------- | ---------- | ---------- | -------------------- | ------------------------------------------ | ---- | -------- |
| 28-3-2021  | Радес           | Туніс      | 2 – 1      | Екваторіальна Гвінея | Відбір до Кубка африканських націй 2021    | -    |          |
| 5-6-2021   | Радес           | Туніс      | 1 – 0      | ДР Конго             | товариський матч                           | -    |          |
| 11-6-2021  | Радес           | Туніс      | 0 – 2      | Алжир                | товариський матч                           | -    | 61'      |
| 15-6-2021  | Радес           | Туніс      | 1 – 0      | Малі                 | товариський матч                           | -    |          |
| 7-9-2021   | Ндола           | Замбія     | 0 – 2      | Туніс                | Відбір до ЧС 2022                          | -    | 89'      |
| 7-10-2021  | Радес           | Туніс      | 3 – 0      | Мавританія           | Відбір до ЧС 2022                          | -    | 75'      |
| 10-10-2021 | Нуакшот         | Мавританія | 0 – 0      | Туніс                | Відбір до ЧС 2022                          | -    |          |
| 16-11-2021 | Радес           | Туніс      | 3 – 1      | Замбія               | Відбір до ЧС 2022                          | -    |          |
| 15-12-2021 | Доха            | Туніс      | 1 – 0      | Єгипет               | Кубок арабських націй                      | -    |          |
| 18-12-2021 | Ель-Хаур        | Туніс      | 0 – 2 д.ч. | Алжир                | Кубок арабських націй                      | -    |          |
| 12-1-2022  | Лімбе           | Туніс      | 0 – 1      | Малі                 | Кубок африканських націй 2021 - 1-й етап   | -    |          |
| 16-1-2022  | Лімбе           | Туніс      | 4 – 0      | Мавританія           | Кубок африканських націй 2021 - 1-й етап   | -    |          |
| 20-1-2022  | Лімбе           | Гамбія     | 1 – 0      | Туніс                | Кубок африканських націй 2021 - 1-й етап   | -    |          |
| 23-1-2022  | Гаруа           | Нігерія    | 0 – 1      | Туніс                | Кубок африканських націй 2021 - 1/8 фіналу | -    |          |
| 25-3-2022  | Бамако          | Малі       | 0 – 1      | Туніс                | Відбір до ЧС 2022                          | -    |          |
| 29-3-2022  | Радес           | Туніс      | 0 – 0      | Малі                 | Відбір до ЧС 2022                          | -    |          |
| 2-6-2022   | Радес           | Туніс      | 4 – 0      | Екваторіальна Гвінея | Відбір до Кубка африканських націй 2023    | -    |          |
| 5-6-2022   | Франсистаун     | Ботсвана   | 0 – 0      | Туніс                | Відбір до Кубка африканських націй 2023    | -    |          |
| 10-6-2022  | Кобе            | Чилі       | 0 – 2      | Туніс                | товариський матч                           | -    |          |
| 14-6-2022  | Суйта           | Японія     | 0 – 3      | Туніс                | товариський матч                           | -    |          |
| 22-9-2022  | Круассі-сюр-Сен | Туніс      | 1 – 0      | Коморські Острови    | товариський матч                           | -    |          |
| 27-9-2022  | Париж           | Бразилія   | 5 – 1      | Туніс                | товариський матч                           | 1    |          |
| 16-11-2022 | Ер-Раян         | Іран       | 0 – 2      | Туніс                | товариський матч                           | -    |          |
| 22-11-2022 | Ер-Раян         | Данія      | 0 – 0      | Туніс                | ЧС 2022 - груповий етап                    | -    |          |
| 26-11-2022 | Ель-Вакра       | Туніс      | 0 – 1      | Австралія            | ЧС 2022 - груповий етап                    | -    |          |
| 30-11-2022 | Ер-Раян         | Туніс      | 1 – 0      | Франція              | ЧС 2022 - груповий етап                    | -    |          |
| 24-3-2023  | Радес           | Туніс      | 3 – 0      | Лівія                | Відбір до Кубка африканських націй 2023    | -    |          |
| Усього     |                 | Матчів     | 27         |                      | Голів                                      | 1    |          |